# Tomorrow (Paul McCartney)
Tomorrow è un brano musicale del gruppo musicale Wings, composto da Paul e Linda McCartney, pubblicato come ottava traccia sull'album Wild Life nel dicembre 1971. Nel 1976 il cantante statunitense David Cassidy ne pubblicò una reinterpretazione su singolo, che riscosse un certo successo in Sudafrica.

## Il brano
Paul McCartney incise un nastro demo di Tomorrow prima che lui e la moglie Linda iniziassero le sessioni per l'album Ram a New York alla fine del 1970. La canzone è una ballata al pianoforte e termina con una coda in stile gospel, suonata in tempo più lento rispetto alla sezione centrale. La composizione è in chiave di Re maggiore.

### Registrazione
I Wings registrarono la traccia base della canzone tra il 25 e il 27 luglio 1971 negli Abbey Road Studios di Londra. Varie sovraincisioni furono effettuate in agosto. Secondo i ricordi del batterista Denny Seiwell, McCartney suonò il piano sulla traccia base e Denny Laine si occupò di suonare il basso.

### Pubblicazione e accoglienza
La Apple Records pubblicò Wild Life il 7 dicembre 1971. Nell'album Tomorrow fu posizionata sul secondo lato come penultima traccia, prima di Dear Friend, un pezzo di McCartney sulla riconciliazione con John Lennon. L'album fu accolto da recensioni molto negative da parte della critica. Scrivendo sulla rivista Rolling Stone, John Mendelsohn disse che Tomorrow era una canzone "tipica della carriera post-Beatles di McCartney: banale, autocelebrativa e con un testo pieno zeppo di luoghi comuni e delle rime più abusate nel mondo del pop occidentale; con una produzione lucida anche se sfocata; carina, ma praticamente musica da ascensori". Per contrasto, il recensore di Billboard definì Tomorrow uno dei quattro migliori brani del disco.
Il biografo dei Beatles Nicholas Schaffner scrisse che, nonostante la canzone fosse "uno dei pochi pezzi decenti" su Wild Life, la traccia era comunque "soffocata dai coretti appiccicosi di Linda". Howard Sounes identifica Tomorrow e Dear Friend come le "uniche due canzoni interessanti sull'album". Robert Rodriguez inserì Tomorrow nella lista dei "brani più sottovalutati di McCartney". Egli descrisse la canzone una composizione che "evoca i suoi trionfi con i Beatles, o almeno le tracce migliori di McCartney" e disse che se fosse stata pubblicata su 45 giri, la canzone avrebbe potuto generare maggiore interesse da parte del pubblico nei confronti di Wild Life.
Nel 1975 McCartney registrò una versione strumentale di Tomorrow in stile reggae, che, secondo Luca Perasi, autore del libro Paul McCartney: Recording Sessions (1969–2013), sembra essere una parodia musicale. La traccia cominciò a circolare su bootleg, insieme a Proud Mum, un altro strumentale inciso da McCartney come jingle pubblicitario. Inoltre, sembra che McCartney abbia registrato una nuova versione di Tomorrow nel 2011 insieme a Diana Krall, ma il duetto è ancora inedito.

## Formazione[19]
- Paul McCartney - voce, pianoforte
- Denny Laine - chitarra, basso
- Denny Seiwell - batteria
- Linda McCartney - cori

## Cover di David Cassidy
Nel 1976 Tomorrow divenne un successo da classifica nella reinterpretazione di David Cassidy. Il brano fu pubblicato come singolo estratto dall'album Home Is Where the Heart Is.  Prodotta da Bruce Johnston, la sua versione arrivò alla posizione numero 10 in Sud Africa.